# Одоевски
Одо̀евски (на руски: Одоевские) са руски княжески род, клон на династията Рюриковичи, съществувал от началото на XV век до 1869 година.
Той възниква, когато след смъртта на Роман Семьонович около 1402 година оглавяваният от него род Новосилски, произлизащ от князете на Чернигов, се разделя на три клона. Първоначално Одоевски са уделни князе на Одоевското княжество с център в Одоев в днешната Тулска област. Княжеството е част от Великото литовско княжество, а от 1494 година от Великото московско княжество. През XVI век то е ликвидирано и князете Одоевски стават служебни князе на московските владетели. По-известни представители на рода са военачалникът Иван Одоевски (? – 1629), политикът Никита Одоевски (1600 – 1689), поетът Александър Одоевски (1802 – 1839) и писателят Владимир Одоевски (1803 – 1869), с чиято смърт родът се прекъсва.